# Universiade d'hiver de 2007
Navigation
Édition précédente Édition suivante
L'Universiade d'hiver 2007, s'est tenue à Turin (Italie), sur la place Vittorio Veneto du 17 au 27 janvier 2007.

## Sports
Les jeux attribuent 71 titres dans 11 sports.
- Ski alpin (8)
- Biathlon (10)
- Ski de fond (10)
- Curling (2)
- Patinage artistique (5)
- Hockey sur glace (1)
- Combiné nordique (3)
- Short track (10)
- Saut à ski (4)
- Snowboard (6)
- Patinage de vitesse (12)

## Calendrier
| Sport               | 16 | 17 | 18 | 19 | 20 | 21 | 22 | 23 | 24 | 25 | 26 | 27 |
| ------------------- | -- | -- | -- | -- | -- | -- | -- | -- | -- | -- | -- | -- |
| Cérémonie           |    | O  |    |    |    |    |    |    |    |    |    | C  |
| Ski alpin           |    | F  | F  | F  | F  | F  | F  | F  | F  | F  |    |    |
| Ski de fond         |    |    | F  |    | F  |    | F  |    | F  |    | F  | F  |
| Saut à ski          |    | F  | F  | F  |    | F  | F  |    |    |    |    |    |
| Combiné nordique    |    |    |    | F  |    | F  |    | F  |    |    |    |    |
| Snowboard           |    |    |    |    |    |    |    | F  |    | F  |    | F  |
| Patinage artistique |    | F  | F  | F  | F  |    |    |    |    |    |    |    |
| Short-Track         |    |    |    |    |    |    |    | F  | F  | F  | F  |    |
| Hockey sur glace    |    |    |    |    |    |    |    |    |    |    |    | F  |
| Biathlon            |    |    |    | F  |    | F  | F  |    | F  |    | F  |    |
| Patinage de vitesse |    |    | F  | F  | F  | F  | F  | F  |    |    |    |    |
| Curling             |    |    |    |    |    |    |    |    |    |    | F  |    |

| F : jour de finale | D : sport en démonstration | O : cérémonie d'ouverture | C : cérémonie de clôture |

## Nations participantes
le nombre d'athlètes de la délégation est indiqué entre parenthèses
| Afrique | Amériques                                                  | Asie | Europe | Océanie                                  |
|         | - Brésil (3) - Canada (103) - Chili (2) - États-Unis (100) | - Chine (82) - Corée du Sud (89) - Japon (121) - Kazakhstan (41) - Liban (9) - Mongolie (2) - Thaïlande (1) - Taipei chinois (7) - Turquie (21) | - Allemagne (54) - Autriche (46) - Biélorussie (40) - Belgique (4) - Bosnie-Herzégovine (2) - Bulgarie (16) - Croatie (14) - Danemark (1) - Espagne (12) - Estonie (14) - Finlande (63) - France (41) - Géorgie (3) - Grèce (10) - Hongrie (19) - Italie (135) - Lettonie (5) - Liechtenstein (1) - Lituanie (7) - Macédoine du Nord (1) - Pays-Bas (14) - Pologne (92) - Roumanie (11) - Tchéquie (86) - Royaume-Uni (53) - Russie (159) - Saint-Marin (3) - Serbie (11) - Slovaquie (56) - Slovénie (46) - Suisse (69) - Suède (68) - Ukraine (115) | - Australie (14) - Nouvelle-Zélande (10) |
| 0 pays  | 4 pays                                                     | 9 pays | 33 pays | 2 pays                                   |

## Médailles
| Rang | Nations       | Médaille d'or | Médaille d'argent | Médaille de bronze | Total |
| ---- | ------------- | ------------- | ----------------- | ------------------ | ----- |
| 1er  | Corée du Sud  | 10            | 12                | 10                 | 32    |
| 2    | Russie        | 9             | 14                | 12                 | 35    |
| 3    | Italie        | 9             | 2                 | 5                  | 17    |
| 4    | Biélorussie   | 8             | 2                 | 4                  | 14    |
| 5    | Pologne       | 7             | 2                 | 3                  | 12    |
| 6    | Tchéquie      | 4             | 4                 | 1                  | 9     |
| 7    | Autriche      | 4             | 0                 | 0                  | 4     |
| 8    | Chine         | 3             | 6                 | 6                  | 15    |
| 9    | Japon         | 3             | 5                 | 5                  | 13    |
| 10   | Pays-Bas      | 3             | 1                 | 2                  | 6     |
| 11   | Ukraine       | 2             | 8                 | 6                  | 16    |
| 12   | France        | 2             | 2                 | 2                  | 6     |
| 13   | Kazakhstan    | 2             | 1                 | 2                  | 4     |
| 14   | Canada        | 2             | 1                 | 1                  | 3     |
| 15   | Slovénie      | 1             | 5                 | 4                  | 10    |
| 16   | États-Unis    | 1             | 1                 | 3                  | 5     |
| 17   | Suède         | 1             | 0                 | 2                  | 3     |
| 18   | Slovaquie     | 0             | 2                 | 0                  | 2     |
| 19   | Finlande      | 0             | 1                 | 1                  | 2     |
| 20   | Royaume-Uni   | 0             | 1                 | 0                  | 1     |
| 20   | Allemagne     | 0             | 1                 | 0                  | 1     |
| 22   | Estonie       | 0             | 0                 | 1                  | 1     |
| 22   | Liechtenstein | 0             | 0                 | 1                  | 1     |
| 22   | Suisse        | 0             | 0                 | 1                  | 1     |